# John H. Reagan
John H. Reagan (Sevierville, 1818. október 8. – Palestine, 1905. március 6.) az Amerikai Egyesült Államok szenátora (Texas, 1887–1891), az Amerikai Konföderációs Államok ideiglenes kongresszusának tagja. A Demokrata párt tagjaként Reagen lemondott képviselő mandátumáról Texas elszakadásakor és nem sokkal később Jefferson Davis konföderációs kabinetjében postaminiszternek választották.
A Konföderáció vereségét követően börtönbe került, majd szabadulása után felhívást bocsátott ki, hogy a Dél minden állama működjön együtt a szövetségi kabinettel, mely jelentős népszerűtlenséget okozott. 1874-ben újra a Kongresszus tagja lett, miután a rekonstrukciós érával szembeni ellenállást és annak könyörtelen letörését sikeresen megjósolta. 1886-ban a szenátus Demokrata tagjává választották Texasban és 1887-től egy cikluson át szolgált. Lemondott mandátumáról, mikor a kormányzó kinevezte a Texasi Vasúti Bizottság elnökének. Alapító tagja a Texas State Historical Associationnek (Texas Állami Történeti Egyesület).

## Élete

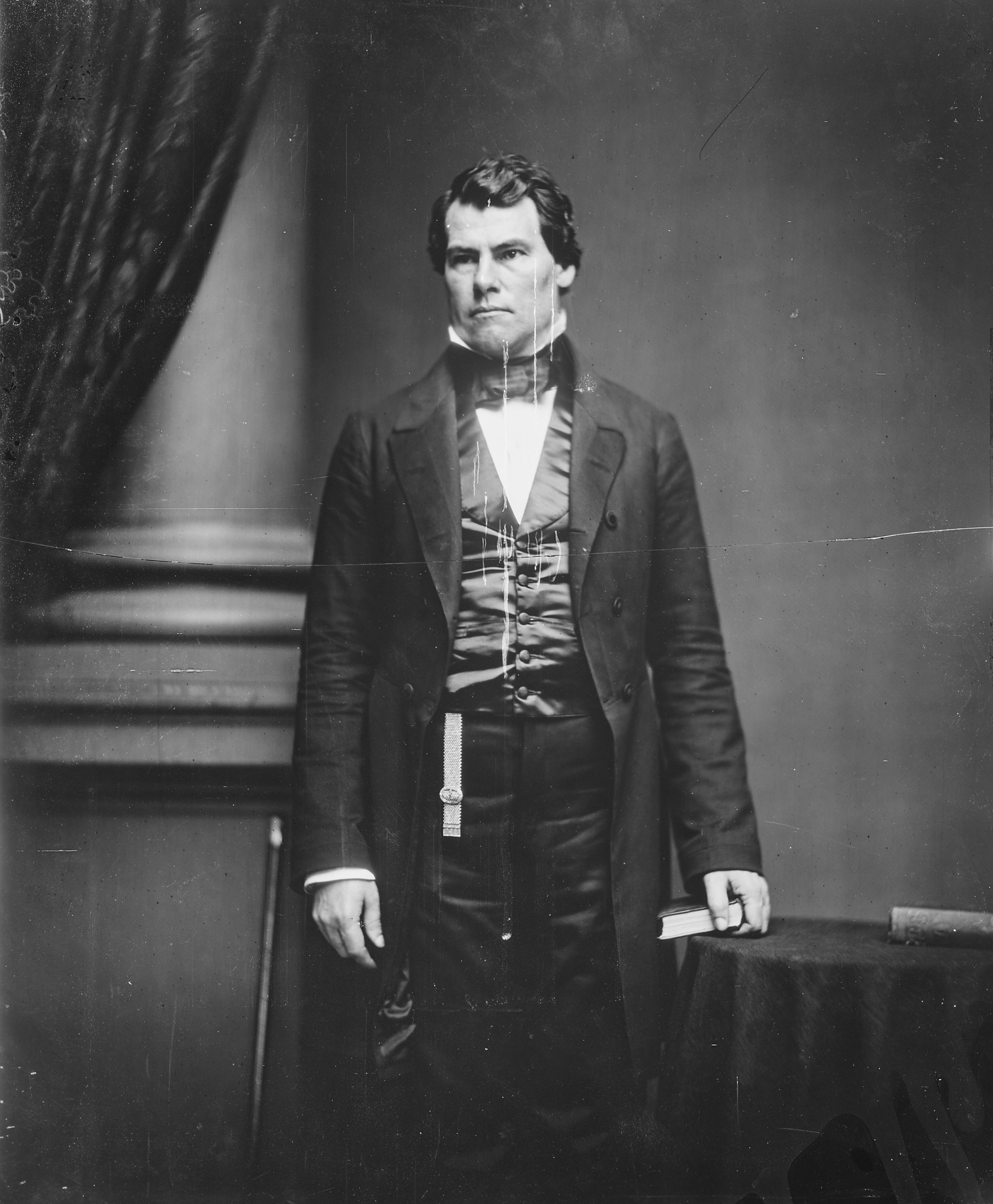
Reagan mint újonc kongresszusi képviselő.

John Henninger Reagan 1818-ban született a tennesseei Gatlinburgben, apja Timothy Richard Reagen, anyja Elizabeth Lusk volt. Timothy ír, angol és skót felmenőkkel bírt, Elizabeth a német leszármazott volt. Középső nevét német felmenőitől örökölte. 19 éves korában elhagyta Tennessee államot és a Texasi Köztársaságba emigrált, mely az előző évben, 1836-ban szakadt el Mexikótól. Reagan 1839-től 1843-ig földmérőként dolgozott, majd birtokot alapított Kaufman megyében egy farmon, amely 1851-ig szolgált otthonaként. Továbbra is földmérőként dolgozott és John Marie Durst gyermekeinek magántanára volt.
Reagan jogot kezdett tanulni, és elhelyezkedett egy jogi iroda segédjeként, majd 1846-ban jogot nyert saját működésre és Buffalóban megnyitotta irodáját. Ugyanebben az évben megválasztották hagyatéki bírónak Henderson megyében. 1847-ben beválasztották a texasi törvényhozásba, de 1849-ben vereséget szenvedett a második ciklusa előtt. 1848-ban Buffalóban és Palestine-ban is ügyvédként dolgozott. 1852-tól 1857-ig Palestine körzeti bírája volt. 1857-ben Demokrata színekben a Know Nothing párt ellenében megválasztották az 1. választókörzetben kongresszusi képviselőnek.
Reagan a rabszolgatartó államberendezkedés makacs támogatója volt. Hite szerint az abolíció olyan szociális problémákat okozott volna a déli fehéreknek, hogy „kénytelenek lettek volna a fekete rasszba tartozók nagyobb részét kiirtották”. Szintén hitt benne, hogy az alkotmányra támaszkodó szövetségi jogvédelem magába foglalja a rabszolgatartás jogát, így unionista beállítottságú is volt egyben. Mikor Texas elszakadt, Reagan 1861. január 15-én lemondott mandátumáról és visszatért államába, hogy védelmezze. 1861. január 31-én részt vett az Austinban megrendezett szecessziós konvención. Itt beválasztották a Konföderáció ideiglenes kongresszusába és egy hónapon belül Jefferson Davis elnök Reagant jelölte postaminiszternek.

## A polgárháborúban

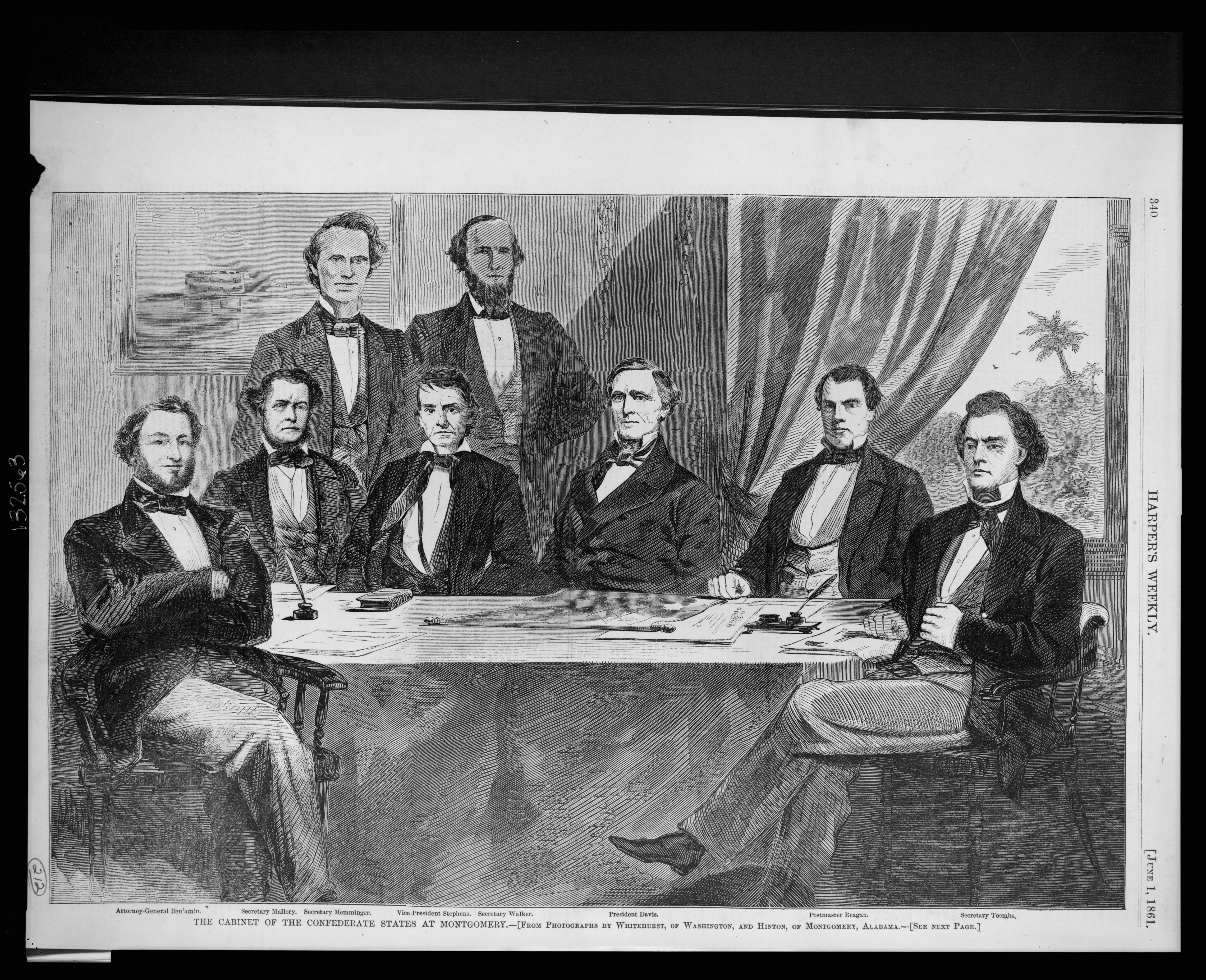
Az eredeti konföderációs kabinetról készül vázlat balról jobbra: Judah P. Benjamin, Stephen Mallory, Christopher Memminger, Alexander Stephens, LeRoy Pope Walker, Jefferson Davis, John H. Reagan and Robert Toombs.

Reagan kiváló képességű adminisztrátornak bizonyult, és az egyetlen olyan konföderációs minisztériumot hozta létre, mellyel szemben nem merült fel panasz a háború folyamán.[forrás?] Az ellenségeskedés ellenére az Egyesült Államok Postaminisztériuma egészen 1861. június 1-jéig folytatta munkáját a Konföderáció területén, amikor is a déli minisztérium átvette az ügyek intézését. Reagan egy levelét szállító ügynököt küldött Washington, D.C.-be a minisztérium különböző irodáinak szóló üzenettel, melyben meghívta őket dolgozni. Majdnem mindegyikük elfogadta a meghívást és magukkal vitték feljegyzéseiket, szerződéseiket, számlakönyvüket, stb. "Reagan effektíve ellopta az USA postahivatalát", írta William C. Davis történész. Mikor Davis elnök rákérdezett, hogy áll a minisztérium felállításával, Reagan azt jelenthette, hogy hat héten belül működőképessé fog válni. Davist lenyűgözte a hatékonyság.[forrás?] Reagan komoly költségcsökkentést hajtott végre a ritkán és nagy költséggel használt útvonalak kiiktatásával és a vasúti tarifa csökkentésével. A háború ugyan nehézségeket okozott, de a postaminisztérium profittal működött, "a történelem egyetlen postaminisztériumaként, mely képes volt kitermelni saját működési költségét", írta Davis.[forrás?]
Reagan a kabinet egyetlen tagjaként ellenezte Robert E. Lee pennsylvaniai hadjáratát, mely 1863 júliusának elején a Gettysburgi csatába torkollt. Ő inkább az első hadtest elcsatolásával Joseph E. Johnston hadseregét erősítette volna meg Mississippiben, hogy képes legyen Vicksburg felmentésére. Shelby Foote szerint Reagan a kabinet egyetlen olyan tagja volt, aki a Mississippi nyugati oldaláról érkezett, és így tudatában volt, milyen következményei lesznek, ha Vicksburgöt elfoglalja az Unió. 1865. április 2-án, Richmond elestekor Reagen Davis kíséretében a Karolinák felé elhagyta a várost, mielőtt a George G. Meade Potomac hadserege elfoglalta. Április 27-én Davis kinevezte George A. Trenholm lemondása után pénzügyminiszternek. Reagan ebbéli minőségében fejezte be a háborút, mikor jómagát, Davist, és Francis R. Lubbock texasi kormányzót a georgiai Irwinville mellett május 10-én elfogták.
Reagant Alexander Stephens alelnökkel együtt börtönözték be Fort Warrenben, Bostonban. Huszonkét hétig magánzárkában őrizték. 1865. Augusztus 11-én nyílt levelet írt texasi honfitársai számára, melyben az Unióval való együttműködést, és a szecessziós határozat elvetését, illetve a rabszolgatartás felszámolását ajánlotta, valamint a rabszolgáknak szavazati jogot adott volna. Figyelmeztetett, hogy amennyiben Texas állama önként nem hozza meg ezeket a lépéseket, a szövetségi kabinet valószínűleg katonai megszállással fogja kikényszeríteni őket. Az dolgok menete amúgy is az abolíció felé mutatott, így nem esett nehezére felismerni, hogy a szabad négereknek szavazati jog is fog a birtokukba kerülni. Reagant és nézeteit a texasi közvélemény elítélte. Szabadon eresztése után 1865 decemberében tért haza Palestine-ba.

## Közéleti visszatérése

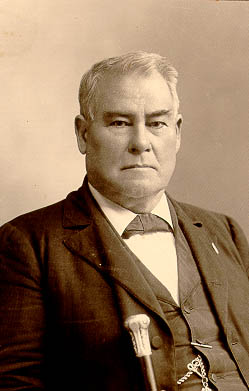
Reagan öregebb éveiben

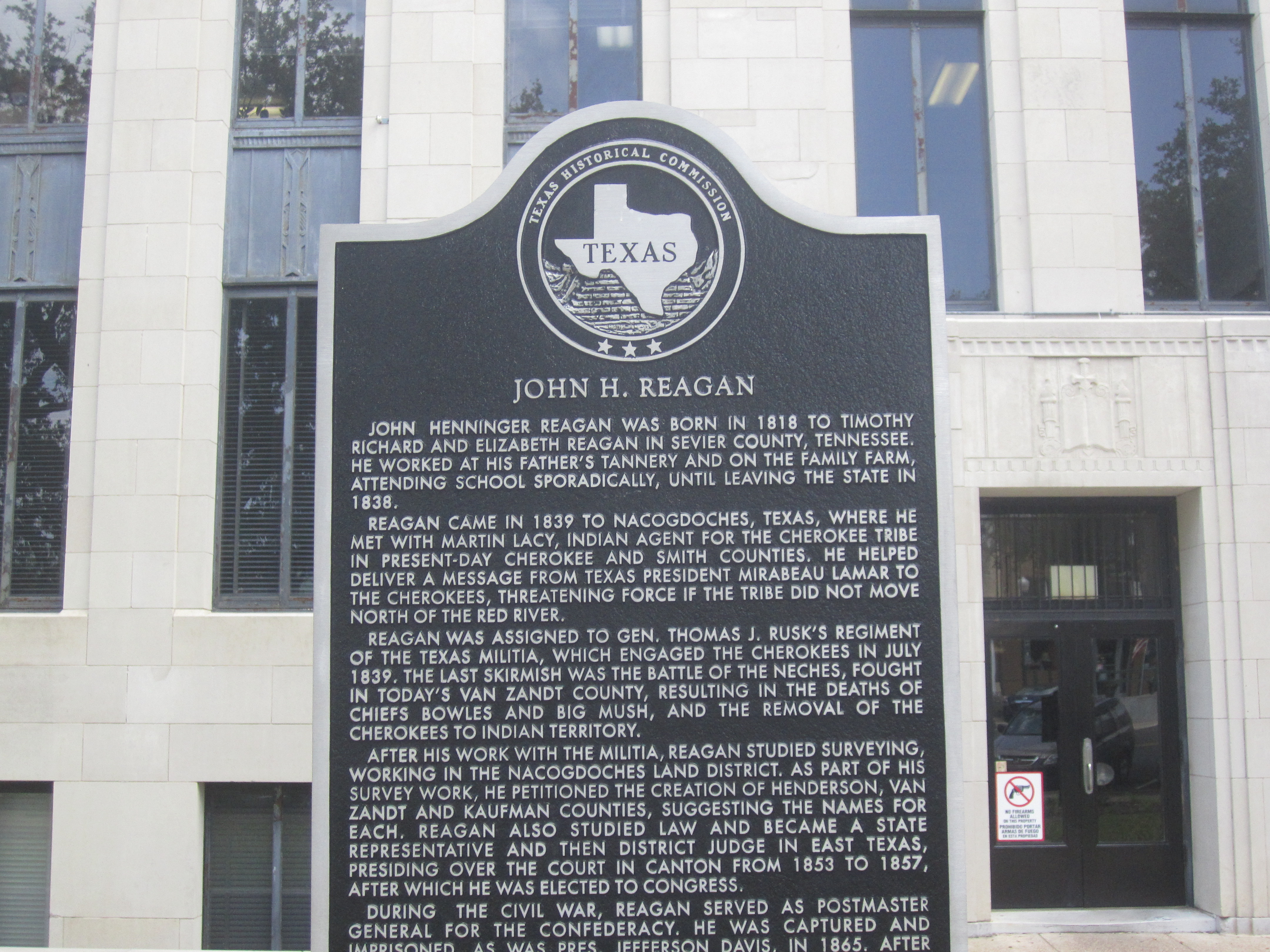
Reagan emléktáblája a Van Zandt megyei bírósági épület előtt, Cantonban

A rekonstrukciót kibírhatatlan elnyomásként érzékelők számára Reagan jóslata valóságnak bizonyult és elismerték előrelátását, és mint „öreg rómait” tisztelték Cincinnatushoz hasonlóan.
Részt vett Edmund J. Davis republikánus kormányzó 1874-es eltávolításában, mikor Davis a választási vereséget semmibe véve illegálisan hivatalban akart maradni. Ebben az évben Reagant régi körzetében megint képviselőnek választották a Kongresszusba, ahol 1875 március 4-től 1887. március 3-ig egyfolytában szolgált. 1875-ben delegált lett és közreműködött az új állami alkotmány megszövegezésében. A Kongresszusban a vasutak szabályozásáért dolgozott és segített létrehozni a Nemzetközi Kereskedelmi Bizottságot. A Postahivatalok és Postaútvonalak Bizottságának első elnöke volt.
1887-ben Texas állami törvényhozás megválasztotta az Egyesült Államok szenátusába. Reagan 1891. június 10-én lemondott mandátumáról és a Texasi Vasúti Bizottság elnöki székébe ült át. Pozícióját jó barátjának, James Stephen Hogg kormányzónak köszönhette. A bizottság elnökeként egészen 1903-ig maradt, kiszolgálva Charles A. Culberson és Joseph D. Sayers kormányzókat is. Hogg az állami vasutak szabályozását tűzte ki politikai céljának.

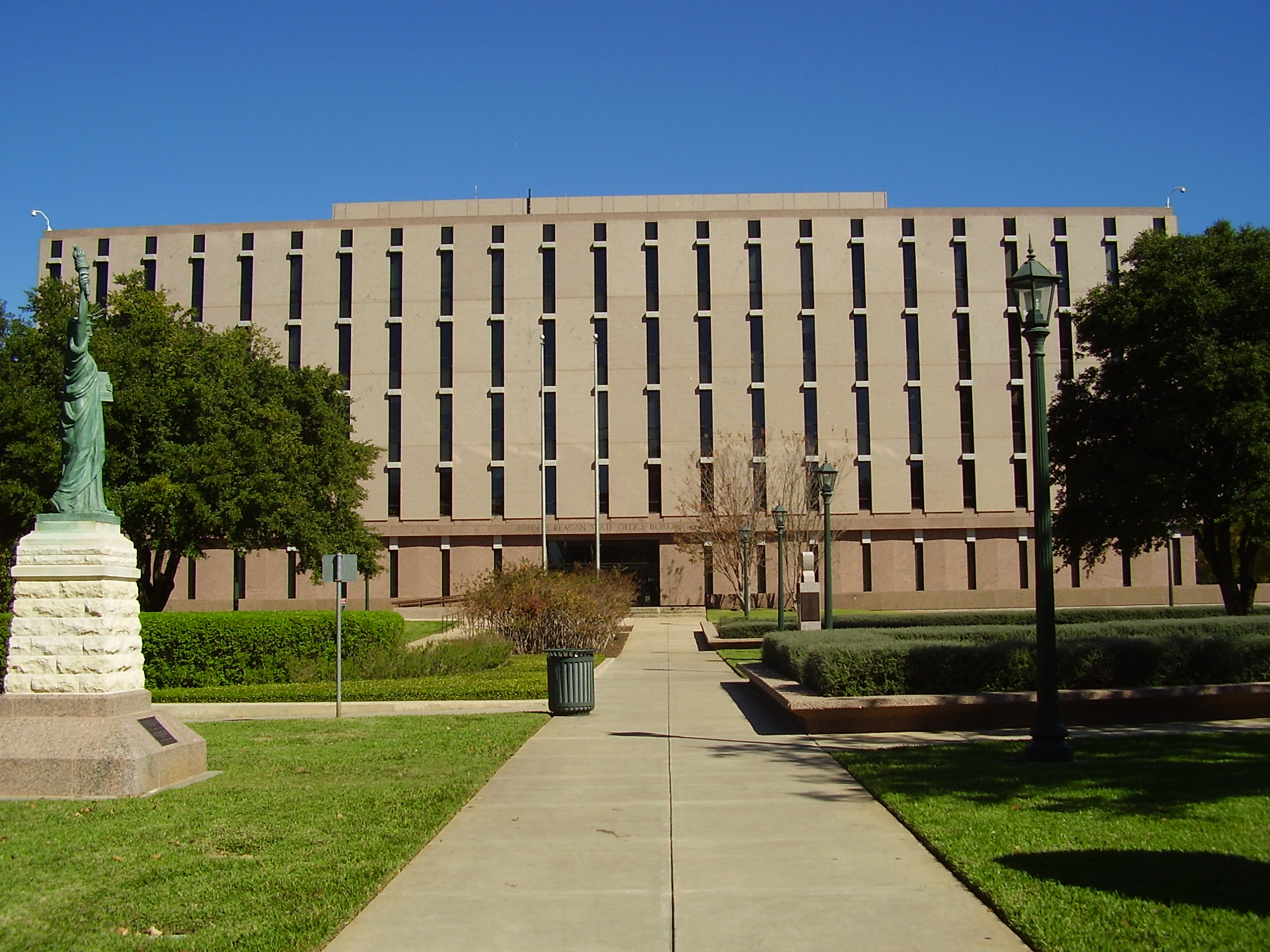
A John H. Reagan nevét viselő állami hivatal épülete.

Figyelemmel kísérve a történelem magyarázó szerepét Reagan közreműködött a Texas State Historical Association, a Texas Állami Történeti Egyesület létrehozásában. Részt vett a konföderációs veteránok gyűlésein Texasban. 1905-ben megírta a Memoirs, With Special Reference to Secession and the Civil War (Memoár, különös tekintette a Szecesszióra) című visszaemlékezését. Nem sokkal ez után Palestine-ban tüdőgyulladást kapott és meghalt. Ekkor Reagan volt Jefferson Davis kabinetjének utolsó életben maradt tagja. Az East Hill temetőben van elhantolva, az otthonát jelentő Palestine-ban.

## Emlékezete
- Ben H. Procter történész Reagant a négy legjelentősebb 19. századi texasi közé tette, Stephen F. Austinnal, Sam Houstonnal, és James Stephen Hoggal.
- A texasi Reagan megye róla nyerte el nevét.[2]
- Több iskolának adta nevét, köztük a John H. Reagan Általános Iskolának Dallasban, illetve a houstoni és austini Reagan Középiskoláknak. A 21. században a néger rabszolgaságra emlékeztető alkotások eltávolítása miatt a houstoni Reagan Középiskolát 2016-ban átnevezték Heights Középiskolává.[7] 2019-ben a Reagan Early College Középiskolát Austinban átnevezték Northeast Early College Középiskolának.[8].
- A John H. Reagan Állami Hivatal épülete általa nyerte megnevezését.
- Reagan emlékezetét szolgálja a neki állított szobor az Austini Texas Egyetem kampuszán. 2017. augusztus 21-én a szobrot a elmozdították. Tervek szerint a Dolph Brisco Center for American History szervezete fogja megkapni az egyetemi kampusz keleti oldalán.
- Palestine városának egyik parkját is róla nevezték el. A parkban szobrot is emeltek neki.